# Keyfoun
Keyfoun ou Kaifoun (arabe : كيفون) est un village libanais situé dans la caza d'Aley au Mont-Liban. Keyfoun se situe légèrement au sud du village de Souk El Gharb.
Du côté ouest, il offre une vue panoramique sur Beyrouth et de la mer Méditerranée ; à l’est on peut apercevoir les hautes montagnes du mont Liban. Keyfoun se situe à 26 km de la capitale, Beyrouth, et à une altitude d’environ 700 m. Keyfoun est connu pour être une destination balnéaire estivale privilégiée vu sa tranquillité et le climat tempéré qu’elle offre.